# 山西省人民委员会
山西省人民委员会是1955年2月至1967年3月间中华人民共和国山西省的省级国家行政机关。

## 历任领导

### 山西省一届人大期间
- 任期：1955年2月－1958年11月
- 省长：裴丽生 → 王世英（－1956年4月） → 卫恒（代，1956年5月－）
- 副省长：王世英、邓初民、郑林、焦国鼐、武光汤、张晓东、邓初民（1956年4月－）、卫恒、刘开基、张天乙、王中青

### 山西省二届人大期间
- 任期：1958年11月－1964年10月
- 省长：卫恒
- 副省长：郑林、武光汤、焦国鼐、刘开基、张天乙（－1961年）、王中青、岳宗泰（－1961年）、刘贯一（1963年9月－）

### 山西省三届人大期间
- 任期：1964年10月－1967年3月
- 省长：卫恒（－1965年12月） → 王谦（1965年12月－）
- 副省长：郑林、武光汤、焦国鼐、王中青、刘开基、刘贯一、贾云标、卫逢祺、刘格平（1965年12月－）、黄克诚（1965年12月－）、贾冲之（1965年12月－）